# 鎌田新介
鎌田 新介（かまた しんすけ）は、戦国時代の武将。鎌田3兄弟の3男。

## 経歴・人物
はじめ織田信長に仕えていたが、天正3年（1575年）長篠の戦いの際の軍律違反により改易され、信長の嫡子・信忠が家臣に登用した。
天正10年（1582年）の本能寺の変では二条新御所にて信忠に仕え、信忠が自害する際に介錯を務めた。この際、『当代記』では切腹して殉死したとされるが、『明智軍記』・『武家事紀』・『甫庵信長記』では､井戸の中に飛び込み身を隠し、夜半になってから忍び出たと伝わる。のち高野山で謹慎していたが、豊臣政権下で大名となった福島正則に仕え、朝鮮出兵に従軍。
慶長2年（1597年）8月、南原城への攻撃にて軍功を挙げた。なお、この南原城攻撃にて討死したとする説もある。